# Jodie Sweetin
Jodie Lee Ann Sweetin (Los Ángeles, California, 19 de enero de 1982), más conocida como Jodie Sweetin, es una actriz estadounidense, famosa por trabajar en Full House y Fuller House, interpretando a Stephanie Tanner, la mediana de las tres hermanas.

## Carrera
Jodie debutó en 1987 a los 5 años en la  serie de TV La familia Hogan haciendo de Pamela, la nieta de la Sra. Poole.
Dobló la voz a Sally Brown en It's Christmas time Again, Charlie Brown. Después fue elegida este mismo año para ser Stephanie en Full House, en la que se mantuvo hasta que terminó en 1995.
Terminó el instituto y fue a la Universidad Chapman en Orange, California. En marzo de 2016 se une al elenco de la serie de la cadena de cable Hollywood Darlings compartiendo créditos con las actrices de los años 90, Christine Lakin y Beverley Mitchell.

## Vida personal
A los veinte años de edad se casó con un oficial de policía, Shaun Holguin de Los Ángeles. Su compañera de reparto en Full House, Candace Cameron, fue su dama de honor. La primera hija de Cameron, Natasha, también participó en la ceremonia como niña de las flores. Se separó en 2006.
En 2007 conoció a Cody Herpin a través de unos amigos y se casaron en Las Vegas a los dos meses de conocerse. La pareja tuvo una hija llamada Zoie Laurelmae, que nació el 12 de abril de 2008. En noviembre de ese mismo año, Sweetin solicitó la separación legal de Herpin. Un representante de Jodie dijo a Life & Style que "creía que era lo mejor". El martes 20 de abril de 2010 el divorcio se consolidó y fue legal.
Escribió una biografía bajo el copyright de Spotlight Entertainment hablando de la batalla que ganó contra el alcohol y las drogas. El libro, titulado unSweetined, fue publicado el 3 de noviembre de 2009 .
El 30 de abril de 2010, su representante anunció que Sweetin y su novio desde hacía un año, Morty Coyle, estaban esperando un bebé. El 31 de agosto de 2010, la pareja tuvo a su hija, Beatrix Carlin Sweetin Coyle. En enero de 2011, Sweetin y Coyle se comprometieron y se casaron un año más tarde, en marzo de 2012. En junio de 2013, Sweetin solicitó la separación legal de su tercer marido.
El 22 de enero de 2016 había anunciado su compromiso con Justin Hodak, quien al igual que ella se estaba recuperando de la adicción a las drogas, pero el lunes 27 de marzo de 2017, Hodak fue arrestado en un supermercado de Sherman Oaks, Los Ángeles, California tras haber violado la orden de alejamiento que le mantenía separado de Sweetin. La actriz de Fuller House sospechó de un coche que se encontraba cerca de su casa.

## Filmografía
| Cine y Televisión | Cine y Televisión                 | Cine y Televisión   | Cine y Televisión |
| Año               | Serie o película                  | Papel               | Notas             |
| ----------------- | --------------------------------- | ------------------- | ----------------- |
| 1987              | mi chachorra                      | Pamela Poole        | 1 episodio        |
| 1987 - 1995       | Full House                        | Stephanie Tanner    | 192 episodios     |
| 1994              | The All New Mickey Mouse Club     | Ella misma          | 1 episodio        |
| 1996              | Brotherly Love                    | Lydia Lump          | 1 episodio        |
| 1999              | Party Of Five                     | Rhiannon Marcus     | 2 episodios       |
| 2003              | Yes, Dear                         | Maryanne            | 1 episodio        |
| 2006              | Farce of the Penguins             | Gross Penguin (voz) | Largometraje      |
| 2007              | Pants Off Dance Off               | Host                | 2a temporada      |
| 2008              | Small Bits of Happiness           | Margaret Williams   | Cortometraje      |
| 2009              | Redefining Love                   | Ally                | Película          |
| 2010              | Port City                         | Nancy               | Película          |
| 2011              | Can't Get Arrested                | Jodie               | 5 episodios       |
| 2012              | Singled Out                       | Leia                | 5 episodios       |
| 2013              | Defending Santa                   | Beth                | Cortometraje      |
| 2014              | The Dreamer                       | Charlotte Disney    | Cortometraje      |
| 2016              | Fuller House                      | Stephanie Tanner    | 26 episodios      |
| 2016              | Dancing with the Stars            | Ella misma          | Participante      |
| 2016              | Hollywood Medium with Tyler Henry | Ella misma          | 1 episodio        |
| 2017              | Hollywood Darlings                | Ella misma          |                   |
| 2017 - 2018       | Fuller House                      | Stephanie Tanner    |                   |
| 2018              | Finding Santa                     | Grace Long          |                   |
| 2018              | Entertaining Christmas            | Candace Livingstone |                   |
| 2018              | My Perfect Romance                | Michelle            |                   |
| 2019              | Merry & Bright                    | Cate Merriwether    |                   |
| 2019              | Love Under the Rainbow            | Lucy                | Rol principal     |
| 2019              | Fuller House                      | Stephanie Tanner    |                   |
| 2022              | Merry Swissmas                    | Alex                |                   |